# Cartaletis entebbena
Cartaletis entebbena är en fjärilsart som beskrevs av Embrik Strand 1921. Cartaletis entebbena ingår i släktet Cartaletis och familjen mätare. Inga underarter finns listade i Catalogue of Life.